# Henri-Léopold Lévy

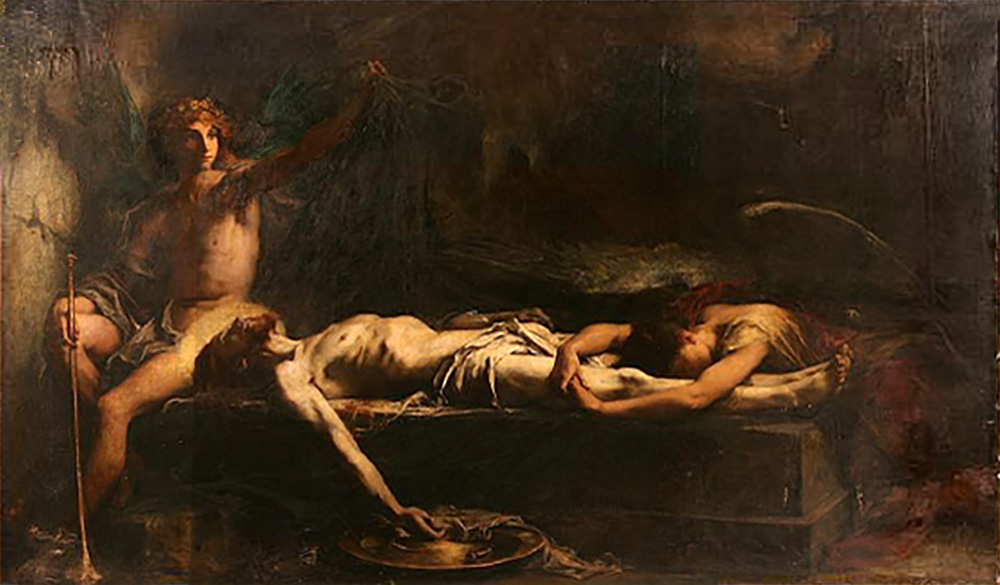
Martwy Chrystus i anioł

Henri-Léopold Lévy (ur. 23 września 1840 w Nancy, zm. 29 grudnia 1904 w Paryżu) – francuski malarz i dekorator, reprezentant akademizmu.
Studiował w Ecole des Beaux-Arts w Paryżu u Picota i Cabanela. Malował sceny biblijne i mitologiczne, wykonywał też freski. Od 1865 z powodzeniem wystawiał w paryskim Salonie, w 1870 otrzymał Legię Honorową.